# Puchar Świata w kombinacji norweskiej 1985/1986
Sezon 1985/1986 Pucharu Świata w kombinacji norweskiej rozpoczął się 21 grudnia 1985 we włoskim Treviso, zaś ostatnie zawody z tego cyklu zaplanowano w czechosłowackiej miejscowości Štrbské Pleso, 22 marca 1986 roku. 
Zawody odbyły się w 7 krajach: Austrii, Czechosłowacji, Finlandii, NRD, RFN, Norwegii oraz Włoszech.
Obrońcą Pucharu Świata był Norweg Geir Andersen. W tym sezonie triumfował reprezentant RFN Hermann Weinbuch, który wygrał 5 z 7 zawodów.

## Kalendarz sezonu
| Lp | Data             | Miejscowość    | Konkurencja          | 1. miejsce        | 2. miejsce        | 3. miejsce         |
| -- | ---------------- | -------------- | -------------------- | ----------------- | ----------------- | ------------------ |
| 1. | 21 grudnia 1985  | Tarvisio       | Gundersen K90/15 km  | Geir Andersen     | Hermann Weinbuch  | Thomas Müller      |
| 2. | 29 grudnia 1985  | Oberwiesenthal | Gundersen K90/15 km  | Thomas Müller     | Uwe Dotzauer      | Hermann Weinbuch   |
| 3. | 4 stycznia 1986  | Schonach       | Gundersen K90/15 km  | Hermann Weinbuch  | Thomas Müller     | Fredy Glanzmann    |
| 4. | 18 stycznia 1986 | Murau          | Gundersen K90/15 km  | Hermann Weinbuch  | Hallstein Bøgseth | Thomas Müller      |
| 5. | 28 lutego 1986   | Lahti          | Gundersen K90/15 km  | Hermann Weinbuch  | Geir Andersen     | Klaus Sulzenbacher |
| 6. | 14 marca 1986    | Oslo           | Gundersen K115/15 km | Hallstein Bøgseth | Hermann Weinbuch  | Klaus Sulzenbacher |
| 7. | 22 marca 1986    | Štrbské Pleso  | Gundersen K90/15 km  | Hermann Weinbuch  | Hubert Schwarz    | Geir Andersen      |

## Klasyfikacje
| Lp.   | Zawodnik           | Punkty |
| 1.    | Hermann Weinbuch   | 120    |
| 2.    | Thomas Müller      | 86     |
| 3.    | Geir Andersen      | 81     |
| 4.    | Hallstein Bøgseth  | 73     |
| 5.    | Hubert Schwarz     | 48     |
| 6.    | Fredy Glanzmann    | 44     |
| 7.    | Klaus Sulzenbacher | 43     |
| 8.    | Gian-Paolo Mosele  | 41     |
| 9.    | Espen Andersen     | 40     |
| 9.    | Andreas Schaad     | 40     |
| . . . |                    |        |
| 19.   | Tadeusz Bafia      | 13     |

| Lp. | Zawodnik       | Punkty |
| 1.  | RFN            | 421    |
| 2.  | Norwegia       | 327    |
| 3.  | Szwajcaria     | 121    |
| 4.  | Austria        | 114    |
| 5.  | Finlandia      | 84     |
| 6.  | NRD            | 75     |
| 7.  | ZSRR           | 70     |
| 8.  | Włochy         | 56     |
| 9.  | Czechosłowacja | 40     |
| 10. | Polska         | 39     |